# Ramot HaShavim

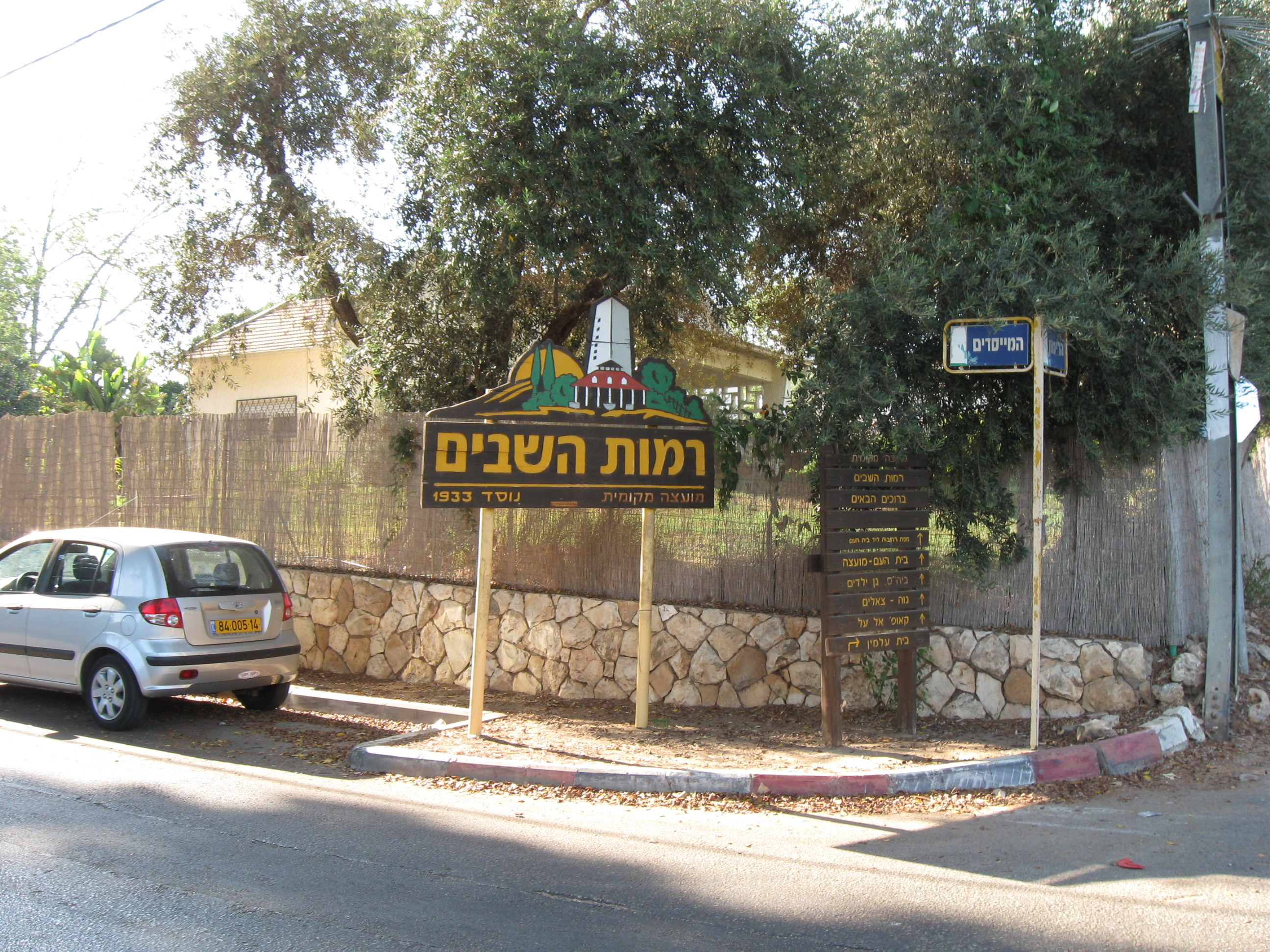
Bild von der Siedlung Ramot Hashavim (2009)

Ramot HaShavim (hebräisch רָמוֹת הַשָּׁבִים, Anhöhen der Heimkehrer) wurde 1933 als Moschaw während der fünften Alija von jüdischen Einwanderern aus Deutschland gegründet. 1951  wurde es ein Lokalverband.
Zwischen Hod haScharon und Ra’anana gelegen, nimmt es eine Fläche von etwa 230 ha ein, ist Teil des israelischen Zentralbezirk und gehört innerhalb von diesem seit der Verwaltungsreform von 2003 zum Regionalverband Drom HaScharon. Im Jahre 2007 hatte Ramot HaShavim 1300 Einwohner, diese Zahl war im Dezember 2017 auf 1705 gestiegen.

## Persönlichkeiten
- Selmar Spier (1893–1962), deutsch-israelischer Jurist, Auslandskorrespondent, Historiker, Vortragsredner und Autor
- Yuval Steinitz (* 1958), israelischer Politiker des Likud, ehemaliger Minister für Energie- und Wasserversorgung
- Guy Spier (Enkel von Selmar Spier - Israelischer Investor, der einen Teil seiner Kindheit in Ramot HaShavim verbrachte)